# ReЦiDiV
ReЦiDiV — рэп-группа из Пятигорска, образованная в 2001 году.

## История
«ReЦiDiV» был образован в начале 2001 года в городе Пятигорске. Эта одна из немногих рэп-групп с Северного Кавказа, получивших известность в России.Силами участников группы в 2001 году на Минеральных Водах был проведён первый хип-хоп фестиваль на Кавказе. В том же году состоялся выход их первого сингла под названием «In da House», который вскоре попал на ротацию местного радио. Через несколько месяцев «ReЦiDiV» принял участие в фестивале «Miсромания 2001» (город Ессентуки), где взял гран-при. В 2002 году к коллективу присоединился новый исполнитель — A-root. Таким образом, к тому моменту был сформирован окончательный состав «ReЦiDiV» — А-root, ZeT и FiLiN. Весной 2003 года группа поехала на фестиваль «Кофемолка» и заняла 3 место.
В 2004 году «ReЦiDiV» стал обладателем гран-при одного из самых крупных российских фестивалей хип-хоп музыки Rap Music. Награду им вручал почетный член жюри данного фестиваля Raekwon, который называл участников «ReЦiDiV» chechnya boyz. На вопрос о том, как американский рэпер отнёсся к их победе, FiLiN высказался следующим образом:

Да, мы ему понравились… Мы видели перед собой не очень трезвого и очень занятого афроамериканца, у которого и без нас в эту ночь было полно дел. До объявления результата мы думали только о победе и своем выступлении, так что стоять над душой у него, как это делали многие из участников того Rap Music, мы не стали… А после было много эмоций и уже было не до него….— Интервью группы порталу Rap.Ru
В 2004 году вышел макси-сингл группы «Крепость». В рецензиях отмечалось, по жанру треки представляют собой хардкор-рэп с героико-патриотические очертаниями.
До посещения фестиваля Rap Music, в планах у группы был выпуск альбома «БуШиДо». Однако с приездом в Москву было решено, что лучший материал нужно оставить «на потом когда мы будем поизвестнее и повостребованнее». В конце 2005 года был выпущен их альбом «Интрига». На заглавный трек с данного альбома сняли видеоклип, который был показан на MTV и A-One. 10 июля 2008 года появился новый альбом «Карма». Его запись происходила при участии NaGun, который впоследствии становится исполнительным продюсером альбома. На сингл «Мы идём (Пощады не будет)» был снят видеоклип.
В 2008 году группа «ReЦiDiV» переехала в Москву на постоянное жительство. В то же время из коллектива ушёл FiLiN, чтобы посвятить время собственному проекту ИNТРИГА. В период с августа 2008 по август 2009 года исполнители из Пятигорска выступали на различных рэп-фестивалях, в том числе на SPLASH 2009, где главными гостями были американские рэпер Method Man и дуэт Dead Prez. Вскоре участники группы начали работу над новым альбомом. Первым синглом с их предстоящего альбома стал трек «Два братских сердца». Через некоторое время «ReЦiDiV» выпустили второй сингл — «Паутина власти». На него был снят провокационный клип, носящий политический характер. Релиз альбома «Момент истины» состоялся 4 декабря 2009 года. 18 октября 2009 года исполнители стали участниками программы «Хип-Хоп Мастер» на государственной молодёжной радиостанции ЮFM.

## Дискография

### Альбомы
- 2004: «Крепость» / Intro Music /
- 2005: «Интрига» / 100Pro, CD Land /
- 2008: «Карма» / Монолит Рекордс, Intro Music /
- 2009: «Момент истины» / 100Pro, CD Land /
- 2012: «Вне закона»

### Макси-синглы
- 2001: «In da House» / Intro Music /

## Видеоклипы
- 2004: Города
- 2005: Интрига
- 2006: Нет (совместно с Arman G)
- 2007: Мы идём
- 2009: Паутина власти
- 2011: Черно-белая Россия